# Sadio Diallo
Abdoulaye Sadio Diallo (Conakri, 28 de diciembre de 1990) es un futbolista guineano que juega como centrocampista.

## Selección nacional
Forma parte del equipo nacional guineano.
El 5 de junio de 2011 anotó el tercer gol en la victoria de Guinea 4-1 ante Madagascar, victoria que les colocó en la primera posición del Grupo B de la clasificación para la Copa Africana de Naciones de 2012 gracias también a que Nigeria solo pudo arrancar un empate a 2-2 ante Etiopía.[cita requerida]

## Clubes
| Club                   | País    | Año       |
| ---------------------- | ------- | --------- |
| S. C. Bastia           | Francia | 2010-2012 |
| Stade Rennes F. C.     | Francia | 2012-2015 |
| F. C. Lorient (cedido) | Francia | 2013-2015 |
| S. C. Bastia           | Francia | 2015-2017 |
| Yeni Malatyaspor       | Turquía | 2017-2018 |
| Hatayspor              | Turquía | 2018-2019 |
| Gençlerbirliği S. K.   | Turquía | 2019-2020 |
| Keçiörengücü           | Turquía | 2021      |